# Ponche de Iquitos
El ponche de Iquitos es una bebida y postre de la amazonía peruana, el cual está elaborado a base de huevo y va complementado con masato o alguna variedad de malta.

## Descripción
Es una bebida a base de huevos, azúcar y esencia de vainilla, es muy consumido por las poblaciones urbanas y rurales de la amazonía peruana, su nombre proviene por ser muy consumida en la ciudad de Iquitos, capital del departamento de Loreto, aunque no se tiene referencias de que la bebida sea originaria de esa urbe.
Su aspecto es de un líquido esponjoso blanco, dulce y caliente. Se sirve en un vaso grande junto a una cuchara larga.

## Impacto cultural
La bebida es una de los postres más consumidos en la selva peruana, junto al chapo y la aguajina. Por su forma fácil de preparar, la bebida es muy habitual en los sectores de clase trabajadora y de indios-mestizos en los mercados amazónicos y barrios humildes como se relata en la película de Hijas de Belén.